# 池州职业技术学院
池州职业技术学院（英語：Chizhou Vocational and Technical College），是一所位于中华人民共和国安徽省池州市的公办全日制普通高等院校。学校前身为1917年建校的池州师范学校和池州农业学校，2002年7月经安徽省人民政府批准升格为普通高等院校。是安徽省技能型高水平大学建设单位和安徽省示范性高职院校。

## 概况
学校占地770余亩，建筑面积25余万平方米。现有专兼职教师477人，其中教授12人、副教授及行业专家90余人。全日制在校生13000余人。

## 院系设置
- 基础教学部
- 建筑与园林系
- 机电与汽车系
- 经济与管理系
- 电子信息与传媒系
- 教育系
- 生物与健康系
- 旅游系
- 马克思主义学院